# Łukowo (powiat wągrowiecki)
Łukowo – wieś w Polsce położona w województwie wielkopolskim, w powiecie wągrowieckim, w gminie Wągrowiec.
W latach 1975–1998 miejscowość należała administracyjnie do województwa pilskiego.